# Psittacula eupatria
Il parrocchetto alessandrino (Psittacula eupatria) è un uccello della famiglia degli Psittaculidi.

## Distribuzione
Vive in un vastissimo areale, dove è piuttosto diffuso, che comprende Afghanistan, Pakistan, India e tutta l'Indocina. Solo in Sri Lanka la popolazione è in declino per la deforestazione, per l'incremento delle aree coltivate e della popolazione nonché per la cattura dei nidiacei. È ampiamente distribuito in cattività, dove si riproduce con una certa frequenza. La storia racconta che fu Alessandro Magno a portare per primo uno di questi uccelli in Europa.

## Descrizione
Il parrocchetto alessandrino è un parrocchetto imponente, sia per la taglia, attorno ai 58 cm (dovuti però in parte alla lunga coda), sia soprattutto per l'imponenza del possente becco. Ha colore generale verde, con la lunga coda sfumata di azzurro, sottocoda giallognolo, ali verde scuro con segno evidente violaceo sulla spalla, becco rosso, iride gialla, zampe grigio chiare. Presenta un evidente dimorfismo sessuale: il maschio ha un vistoso collare rosa sulla nuca che si fonde con una banda nera che parte dal becco e arriva al collo; sulla nuca, sopra il collare rosa, è presente una zona, più o meno ampia a seconda dei soggetti e delle sottospecie, azzurro-grigia. La femmina non ha tracce di queste colorazioni ed è di taglia leggermente più piccola, oltre ad avere le timoniere centrali più corte. I soggetti immaturi sono del tutto simili alla femmina, ma i maschi denotano già una maggiore taglia. È classificato in cinque sottospecie molto simili tra loro:
- P. e. eupatria, specie di riferimento, denota una colorazione azzurra sulla nuca e sul collo piuttosto estesa;
- P. e. nipalensis denota una maggiore taglia e una minore diffusione dell'azzurro sulla nuca e sul collo rispetto alla specie di riferimento;
- P. e. magnirostris, simile a P. e. eupatria ma con il becco ancora più grande, ha la banda rosa sulla nuca più estesa e quella azzurra ridotta;
- P. e. avensis ha il becco leggermente più piccolo e la colorazione facciale verde più pallido, così come più pallido e ridotto di estensione è l'azzurro sulla nuca;
- P. e. siamensis ha una colorazione generale più pallida, l'azzurro della nuca meno esteso e riflessi giallognoli sul piumaggio del collo e delle parti inferiori.

## Biologia
Abita ogni tipo di foresta decidua umida, dalle foreste primarie a quelle secondarie; dalle foreste a galleria alle boscaglie nelle savane; non è neppure raro incontrarlo nei parchi cittadini e nelle terre coltivate. Durante la giornata vive in coppia o in piccole bande familiari; di sera invece grandi stormi, anche oltre i 1000 individui, si radunano su giganteschi alberi dormitorio. Nel periodo riproduttivo le coppie tendono a isolarsi maggiormente ma è abbastanza comune che su un grande albero più coppie possano trovare una cavità per nidificare.